# امامزادة عباس (مقاطعة دهلران)
امامزادة عباس (بالفارسية: امامزاده عباس) هي قرية تقع في قسم دشت عباس الريفي (مقاطعة دهلران) في إيران. يقدر عدد سكانها بـ 104 نسمة بحسب إحصاء 2016.